# エミグレ (政治)
エミグレ（仏: émigré）とは、国外への移住者のこと。特に、フランス革命期の亡命貴族のような政治的・社会的な理由の亡命や自発的亡命による国外移住者を指す。フランス語の「移住する」という意味の動詞 émigrer の過去分詞型に由来する。

## 歴史上のエミグレの例

### ユグノー
1685年におけるナントの勅令廃止に伴い、多くのユグノーがフランスから国外へ逃れた。

### アメリカ独立革命
アメリカ独立戦争開始以降、植民地時代のアメリカ、特に南部において大きな割合を占めていた多くのロイヤリスト（王国忠誠派）が自発的に、あるいは強制されてアメリカから離れた。彼らの多くは、アッパー・カナダ、ノバスコシア、ジャマイカ、英領西インド諸島、そしてイギリス本土などの大英帝国の他の領土へと移住した。新政府は彼らの所有していた土地を没収し、兵士たちに土地給付として分け与えた。

### フランス革命
1789年にブルジョワ層主導のもと第三身分の政治的平等拡大を目的とする運動として始まったフランス革命だったが、次第に暴力的な様相を呈するようになり、貴族・聖職者層を中心にフランスから国外へ亡命するものが現れた。彼らの多くはイギリス、スペイン、ドイツの領邦国家、オーストリア、プロイセンへと移住し、北アメリカへと移住する者もわずかながら存在していた。有名な人物としてプロヴァンス伯（後のルイ18世）、アルトワ伯（後のシャルル10世）、アンギャン公などがいる。

### 19世紀のポーランド
ナポレオン戦争期におけるワルシャワ公国時代を除いて、19世紀を通じてポーランドはオーストリア、プロイセン、ロシアの占領国によって分割統治されており、ポーランド人による独立を目指す蜂起が何度も決行されてきた。ポーランド立憲王国における11月蜂起や1月蜂起など大規模な活動も行われたがいずれも失敗し、シベリアへの強制移住などの報復を避けるために多くのポーランド人がフランスをはじめとする西ヨーロッパへと亡命した。この亡命は大亡命（英語: Great Emigration）として知られる。亡命者には芸術家、軍人、政治家、捕虜収容所から脱走した戦争捕虜などが含まれていた。彼らポーランド亡命者の精神は、ポーランドの非公式な標語である「我らの自由のため、そしてあなた方の自由のために（ポーランド語: Za wolność naszą i waszą）」に今も息づいている。